# Флоріен (Луїзіана)
Флоріен (англ. Florien) — селище (англ. village) в США, в окрузі Сабін штату Луїзіана. Населення — 553 особи (2020).

## Географія
Флоріен розташований за координатами 31°27′9″ пн. ш. 93°27′30″ зх. д. / 31.45250° пн. ш. 93.45833° зх. д. (31.452468, -93.458325).  За даними Бюро перепису населення США в 2010 році селище мало площу 5,78 км², з яких 5,78 км² — суходіл та 0,00 км² — водойми.

## Демографія
Згідно з переписом 2010 року, у селищі мешкали 633 особи в 250 домогосподарствах у складі 190 родин. Густота населення становила 109 осіб/км².  Було 304 помешкання (53/км²).
Расовий склад населення:
| - 66,5 % — білих - 26,5 % — чорних або афроамериканців - 3,3 % — корінних американців - 0,3 % — азіатів |

До двох чи більше рас належало 3,3 %. Частка іспаномовних становила 1,7 % від усіх жителів.
За віковим діапазоном населення розподілялося таким чином: 28,1 % — особи молодші 18 років, 56,6 % — особи у віці 18—64 років, 15,3 % — особи у віці 65 років та старші. Медіана віку мешканця становила 36,9 року. На 100 осіб жіночої статі у селищі припадало 79,3 чоловіків;  на 100 жінок у віці від 18 років та старших — 75,0 чоловіків також старших 18 років.
Середній дохід на одне домашнє господарство  становив 52 983 долари США (медіана — 33 125), а середній дохід на одну сім'ю — 68 659 доларів (медіана — 43 750). Медіана доходів становила 41 563 долари для чоловіків та 26 458 доларів для жінок. За межею бідності перебувало 29,8 % осіб, у тому числі 51,7 % дітей у віці до 18 років та 9,3 % осіб у віці 65 років та старших.
Цивільне працевлаштоване населення становило 148 осіб. Основні галузі зайнятості: освіта, охорона здоров'я та соціальна допомога — 25,7 %, будівництво — 18,9 %, публічна адміністрація — 10,1 %, сільське господарство, лісництво, риболовля — 10,1 %.